# فيلي سميث (مدرب كرة سلة)
فيلي سميث (بالإنجليزية: Willie Smith)‏ هو مدرب كرة سلة أمريكي، ولد في 30 نوفمبر 1931 في بورتسموث في الولايات المتحدة.